# Llista de gèneres d'orquídies
Aquesta és una  llista de gèneres de la família d'orquídies (Orchidaceae), originalment segons www/orchidac.htm The Families of Flowering Plants - L. Watson i M. J. Dallwitz. Aquesta llista s'adapta regularment amb els canvis publicats al Orchid Research Newsletter que es publica dos cops l'any pel Royal Botanic Gardens, Kew. La llista més actualitzada de gèneres acceptats, notogèneres naturals, espècies i notoespècies naturals amb els seus sinònims es pot trobar a la llista mundial de famílies de plantes seleccionades Pàgina de cerca i Plants of the World Online publicat pel Royal Botanic Gardens, Kew. Aquesta llista es reflecteix a Viquiespècies Orchidaceae i al nou lloc web d'eMonocot Orchidaceae Juss. Arxivat 2018-10-01 a Wayback Machine.
Aquesta taxonomia pateix un canvi constant, principalment a través de l'evidència de l'estudi de l'ADN. Les orquídies es definien tradicionalment per similitud morfològica (estructura de les seves flors i altres parts). No obstant això, els canvis recents a la nomenclatura han estat impulsats principalment pels estudis de l'ADN i també per la reexaminació d'espècimens d'herbari. Això ha provocat una reducció de gèneres i espècies, així com una recircunscripció de subfamílies, tribus i subtribus. La taxonomia de les orquídies encara s'està revisant i cada any es descobreixen unes 150 espècies noves. Actualment només la llista de gèneres està per sota de les 1000 entrades.
Des d'un punt de vista cladístic, la família de les orquídies es considera monofilètica, és a dir, el grup incorpora tots els tàxons derivats d'un grup ancestral.

## Subfamílies
Hi ha cinc subfamílies reconegudes:
- Apostasioideae (dos gèneres, Neuwiedia i Apostasia)
- Cypripedioideae (cinc gèneres: Cypripedium, Mexipedium, Paphiopedilum, Phragmipedium i Selenipedium
- Epidendroideae (té 15.000 espècies en 576 gèneres)
- Orchidoideae (7 tribus i 3.630 espècies;[2] té 2 subclades amb tribus Orchideae i Diseae, després l'altre té tribus Cranichideae, Chloraeeae i Diurideae)
- Vanilloideae (15 gèneres i unes 180 espècies: tribu Pogonieae (77 espècies; Cleistes, Cleistesiopsis, Duckeella, Isotria i  'Pogonia) també Tribu Vanilleae (amb 172 espècies; Clematepistephium, Cyrtosia, Epistephium, Eriaxis, Erythrorchis, Galeola , Lecanorchis, Pseudovanilla i Vanilla)

En data de juliol del 2024, Plants of the World Online accepta com a vàlids 703 generes.

## A
Aa, Abdominea, Acacallis, Acampe, Acanthephippium, Aceras, Aceratorchis, Acianthus, Acineta, Ackermania, Acoridium, Acostaea, Acriopsis, Acrochaene, Acrolophia, Acrorchis, Ada, Adenochilus, Adenoncos, Adrorhizon, Aerangis, Aeranthes, Aerides, Aganisia, Aglossorrhyncha, Agrostophyllum, Alamania, Altensteinia, Amblostoma, Amblyanthe, Ambrella, Amerorchis, Amesiella, Amitostigma, Amparoa, Anacamptis, Ancistrochilus, Ancistrorhynchus, Androcorys, Angraecopsis, Angraecum, Anguloa, Anoectochilus, Ansellia, Anteriorchis, Anthogonium, Anthosiphon, Antillanorchis, Aorchis, Aphyllorchis, Aplectrum, Aporostylis, Aporum, Apostasia (orquídia), Appendicula, Aracamunia, Arachnis, Archineottia, Arethusa, Armodorum, Arnottia, Arpophyllum, Arthrochilus, Artorima, Arundina (orquídea), Ascidieria, Ascocentrum, Ascochilopsis, Ascochilus, Ascoglossum, Ascolabium, Aspasia, Aspidogyne, Aulosepalum, Auxopus.

## B
Baptistonia, Barbosella, Barbrodria, Barkeria, Barlia, Bartholina, Basigyne, Basiphyllaea, Baskervilla, Batemannia, Beclardia, Beloglottis, Benthamia, Benzingia, Biermannia, Bifrenaria, Binotia, Bipinnula, Bletia, Bletilla, Bogoria, Bolbidium, Bollea, Bolusiella, Bonatea, Bonniera, Brachionidium, Brachtia, Brachycorythis, Brachypeza, Brachystele, Bracisepalum, Braemia, Brassavola, Brassia, Briegeria, Bromheadia, Broughtonia, Brownleea, Buchtienia, Bulbophyllum, Bulleyia, Burnettia, Burnsbaloghia.

## C
Cadetia, Caladenia, Calanthe, Caleana, Callostylis, Calochilus, Calopogon, Caluera, Calymmanthera, Calypso, Calyptrochilum, Campanulorchis, Campylocentrum, Capanemia, Cardiochilus, Catasetum, Cattleya, Cattleyopsis, Caucaea, Caularthron, Centroglossa, Centrostigma, Cephalanthera, Cephalantheropsis, Ceratandra, Ceratocentron, Ceratochilus, Ceratostylis, Chamaeangis, Chamaeanthus, Chamaegastrodia, Chamelophyton, Chamorchis, Changnienia, Chaseella, Chaubardia, Chaubardiella, Chauliodon, Cheiradenia, Cheirostylis, Chelonistele, Chiloglottis, Chilopogon, Chiloschista, Chitonanthera, Chitonochilus, Chloraea, Chondradenia, Chondrorhyncha, Chroniochilus, Chrysocycnis, Chrysoglossum, Chusua, Chysis, Chytroglossa, Cirrhaea, Cirrhopetalum, Cischweinfia, Claderia, Cleisocentron, Cleisomeria, Cleisostoma, Cleistes, Clematepistephium, Clowesia, Coccineorchis, Cochleanthes, Cochlioda, Cocleorchis, Codonorchis, Codonosiphon, Coelia, Coeliopsis, Coeloglossum, Coelogyne, Coilochilus, Collabium, Comparettia, Comperia, Conchidium, Condylago, Constantia, Corallorrhiza, Cordiglottis, Coryanthes, Corybas, Corycium, Corymborkis, Corysanthes, Cottonia, Cotylolabium, Cranichis, Cremastra, Cribbia, Crossoglossa, Cryptarrhena, Cryptocentrum, Cryptochilus, Cryptopus, Cryptopylos, Cryptostylis, Cuitlauzina, Cyanaeorchis, Cybebus, Cyclopogon, Cycnoches, Cylindrolobus, Cymbidiella, Cymbidium, Cymboglossum, Cynorkis, Cyphochilus, Cypholoron, Cypripedium, Cyrtidiorchis, Cyrtopodium, Cyrtorchis, Cyrtosia, Cyrtostylis, Cystorchis.

## D
Dactylorhiza, Dactylorhynchus, Dactylostalix, Degranvillea, Deiregyne, Dendrobium, Dendrochilum, Dendrophylax, Diadenium, Diaphananthe, Diceratostele, Dicerostylis, Dichaea, Dichromanthus, Dickasonia, Dictyophyllaria, Didiciea, Didymoplexiella, Didymoplexis, Diglyphosa, Dignathe, Dilochia, Dilochiopsis, Dilomilis, Dimerandra, Dimorphorchis, Dinema, Dinklageella, Diothonea, Diphylax, Diplandrorchis, Diplocaulobium, Diplocentrum, Diplolabellum, Diplomeris, Diploprora, Dipodium, Dipteranthus, Dipterostele, Disa, Discyphus, Disperis, Distylodon, Dithyridanthus, Diuris, Dockrillia, Dodsonia, Dolichocentrum, Domingoa, Doritis, Dossinia, Dracula, Drakaea, Dresslerella, Dressleria, Dryadella, Dryadorchis, Drymoanthus, Drymoda, Duckeella, Dunstervillea, Dyakia.

## E
Earina, Eggelingia, Eleorchis, Elleanthus, Eloyella, Eltroplectris, Elythranthera, Embreea, Encyclia, Entomophobia, Eparmatostigma, Ephippianthus, Epiblastus, Epiblema, Epicranthes, Epidanthus, Epidendrum, Epigeneium, Epilyna, Epipactis, Epipogium, Epistephium, Eria, Eriaxis, Eriochilus, Eriodes, Eriopexis, Eriopsis, Erycina, Erythrodes, Erythrorchis, Esmeralda, Euanthe, Eucosia, Eulophia, Eulophiella, Euphlebium, Eurycentrum, Eurychone, Eurystyles, Evotella.

## F
Fernandezia, Ferruminaria, Fimbriella, Flickingeria, Frondaria, Fuertesiella, Funkiella.

## G
Galeandra, Galearis, Galeola, Galeottia, Galeottiella, Garaya, Gastrochilus, Gastrodia, Gastrorchis, Gavilea, Geesinkorchis, Gennaria, Genoplesium, Genyorchis, Geoblasta, Geodorum, Glomera, Glossodia, Glossorhyncha, Gomesa, Gomphichis, Gonatostylis, Gongora, Goniochilus, Goodyera, Govenia, Gracielanthus, Grammangis, Grammatophyllum, Graphorkis, Grastidium, Greenwoodia, Grobya, Grosourdya, Gularia, Gunnarella, Gunnarorchis, Gymnadenia, Gymnadeniopsis, Gymnochilus, Gynoglottis.

## H
Habenaria, Hagsatera, Hammarbya, Hancockia, Hapalochilus, Hapalorchis, Harrisella, Hederorkis, Helcia, Helleriella, Helonoma, Hemipilia, Herminium, Herpetophytum, Herpysma, Herschelianthe, Hetaeria, Heterozeuxine, Hexalectris, Hexisea, Himantoglossum, Hintonella, Hippeophyllum, Hirtzia, Hispaniella, Hoehneella, Hofmeisterella, Holcoglossum, Holopogon, Holothrix, Homalopetalum, Horichia, Hormidium, Horvatia, Houlletia, Huntleya, Huttonaea, Hybochilus, Hygrochilus, Hylophila, Hymenorchis.

## I
Imerinaea, Inobulbon, Ione, Ionopsis, Ipsea, Isabelia, Ischnocentrum, Ischnogyne, Isochilus, Isotria.

## J
Jacquiniella, Jejosephia, Jumellea

## K
Kalimpongia, Kefersteinia, Kegeliella, Kerigomnia, Kinetochilus, Kingidium, Kionophyton, Koellensteinia, Konantzia, Kreodanthus, Kryptostoma, Kuhlhasseltia.

## L
Lacaena, Laelia, Laeliocattleya, Laeliopsis, Lanium, Lankesterella, Leaoa, Lecanorchis, Lemboglossum, Lemurella, Lemurorchis, Leochilus, Lepanthes, Lepanthopsis, Lepidogyne, Leporella, Leptotes, Lesliea, Leucohyle, Ligeophila, Limodorum, Liparis, Listera, Listrostachys, Lockhartia, Loefgrenianthus, Ludisia, Lueddemannia, Luisia, Lycaste, Lycomormium, Lyperanthus, Lyroglossa.

## M
Macodes, Macradenia, Macroclinium, Macropodanthus, Malaxis, Malleola, Manniella, Margelliantha, Masdevallia, Mastigion, Maxillaria, Mediocalcar, Megalorchis, Megalotus, Megastylis, Meiracyllium, Mendoncella, Mesadenella, Mesadenus, Mesoglossum, Mesospinidium, Mexicoa, Mexipedium, Microcoelia, Micropera, Microphytanthe, Microsaccus, Microtatorchis, Microthelys, Microtis, Miltonia, Miltoniopsis, Mischobulbum, Mobilabium, Moerenhoutia, Monadenia, Monanthos, Monomeria, Monophyllorchis, Monosepalum, Mormodes, Mormolyca, Mycaranthes, Myoxanthus, Myrmechis, Myrmecophila, Myrosmodes, Mystacidium.

## N
Nabaluia, Nageliella, Neobathiea, Neobenthamia, Neobolusia, Neoclemensia, Neocogniauxia, Neodryas, Neoescobaria, Neofinetia, Neogardneria, Neogyna, Neomoorea, Neotinea, Neottia, Neottianthe, Neowilliamsia, Nephelaphyllum, Nephrangis, Nervilia, Neuwiedia, Nidema, Nigritella, Nothodoritis, Nothostele, Notylia.

## O
Oberonia, Octarrhena, Octomeria, Odontochilus, Odontoglossum, Odontorrhynchus, Oeceoclades, Oeonia, Oeoniella, Oerstedella, Olgasis, Oligophyton, Oliveriana, Omoea, Oncidium, Ophidion, Ophrys, Orchipedum, Orchis, Oreorchis, Orestias, Orleanesia, Ornithocephalus, Ornithochilus, Ornithophora, Orthoceras, Osmoglossum, Ossiculum, Osyricera, Otochilus, Otoglossum, Otostylis.

## P
Pabstia, Pachites, Pachyphyllum, Pachyplectron, Pachystele, Pachystoma, Palmorchis, Palumbina, Panisea, Pantlingia, Paphinia, Paphiopedilum, Papilionanthe, Papillilabium, Papperitzia, Papuaea, Paradisanthus, Paraphalaenopsis, Parapteroceras, Pecteilis, Pedilochilus, Pedilonum, Pelatantheria, Pelexia, Pennilabium, Peristeranthus, Peristeria, Peristylus, Pescatoria, Phaius, Phalaenopsis, Pholidota, Phragmipedium, Phragmorchis, Phreatia, Phymatidium, Physoceras, Physogyne, Pilophyllum, Pinelia, Piperia, Pityphyllum, Platanthera, Platycoryne, Platyglottis, Platylepis, Platyrhiza, Platystele, Platythelys, Plectorrhiza, Plectrelminthus, Plectrophora, Pleione, Pleurothallis, Pleurothallopsis, Plocoglottis, Poaephyllum, Podangis, Podochilus, Pogonia, Pogoniopsis, Polycycnis, Polyotidium, Polyradicion, Polystachya, Pomatocalpa, Ponera, Ponerorchis, Ponthieva, Porolabium, Porpax, Porphyrodesme, Porphyroglottis, Porphyrostachys, Porroglossum, Porrorhachis, Prasophyllum, Prescottia, Pristiglottis, Promenaea, Protoceras, Pseudacoridium, Pseuderia, Pseudocentrum, Pseudocranichis, Pseudoeurystyles, Pseudogoodyera, Pseudolaelia, Pseudorchis, Pseudovanilla, Psilochilus, Psychilis, Psychopsiella, Psychopsis, Psygmorchis, Pterichis, Pteroceras, Pteroglossa, Pteroglossaspis, Pterostemma, Pterostylis, Pterygodium, Pygmaeorchis, Pyrorchis.

## Q
Quekettia, Quisqueya.

## R
Rangaeris, Rauhiella, Raycadenco, Reichenbachanthus, Renanthera, Renantherella, Restrepia, Restrepiella, Restrepiopsis, Rhaesteria, Rhamphorhynchus, Rhinerrhiza, Rhizanthella, Rhynchogyna, Rhyncholaelia, Rhynchophreatia, Rhynchostele, Rhynchostylis, Rhytionanthos, Ridleyella, Rimacola, Risleya, Robiquetia, Rodriguezia, Rodrigueziella, Rodrigueziopsis, Roeperocharis, Rossioglossum, Rudolfiella, Rusbyella.

## S
Saccoglossum, Saccolabiopsis, Saccolabium, Sacoila, Salpistele, Sanderella, Sarcanthopsis, Sarcochilus, Sarcoglottis, Sarcoglyphis, Sarcophyton, Sarcostoma, Satyridium, Satyrium, Saundersia, Sauroglossum, Scaphosepalum, Scaphyglottis, Scelochiloides, Scelochilus, Schiedeella, Schistotylus, Schizochilus, Schizodium, Schlimmia, Schoenorchis, Schomburgkia, Schwartzkopffia, Scuticaria, Sedirea, Seidenfadenia, Sepalosiphon, Serapias, Sertifera, Sievekingia, Sigmatostalix, Silvorchis, Sinorchis, Sirhookera, Skeptrostachys, Smithorchis, Smithsonia, Smitinandia, Sobennikoffia, Sobralia, Solenangis, Solenidiopsis, Solenidium, Solenocentrum, Sophronitella, Sophronitis, Soterosanthus, Spathoglottis, Sphyrarhynchus, Sphyrastylis, Spiculaea, Spiranthes, Stalkya, Stanhopea, Staurochilus, Stelis, Stellilabium, Stenia, Stenocoryne, Stenoglottis, Stenoptera, Stenorrhynchos, Stephanothelys, Stereochilus, Stereosandra, Steveniella, Stictophyllum, Stigmatosema, Stolzia, Suarezia, Summerhayesia, Sunipia, Sutrina, Svenkoeltzia, Symphyglossum, Synanthes, Synarmosepalum, Systeloglossum.

## T
Taeniophyllum, Taeniorrhiza, Tainia, Tangtsinia, Tapeinoglossum, Taprobanea, Telipogon, Tetragamestus, Tetramicra, Teuscheria, Thaia, Thecopus, Thecostele, Thelasis, Thelychiton, Thelymitra, Thelyschista, Thrixspermum, Thulinia, Thunia, Thysanoglossa, Ticoglossum, Tipularia, Tolumnia, Townsonia, Trachyrhizum, Traunsteinera, Trevoria, Trias (orquidía), Triceratorhynchus, Trichocentrum, Trichoceros, Trichoglottis, Trichopilia, Trichosalpinx, Trichosma, Trichotosia, Tridactyle, Trigonidium, Triphora, Trisetella, Trizeuxis, Tropidia, Trudelia, Tsaiorchis, Tuberolabium, Tubilabium, Tulotis, Tylostigma.

## U
Uleiorchis, Uncifera, Urostachya.

## V
Vanda, Vandopsis, Vanilla, Vargasiella, Vasqueziella, Ventricularia, Vesicisepalum, Vexillabium, Vrydagzynea.

## W
Wallnoeferia, Warmingia, Warrea, Warreella, Warreopsis, Warscaea, Wullschlaegelia.

## X
Xenikophyton, Xerorchis, Xiphosium, Xylobium.

## Y
Yoania, Ypsilopus.

## Z
Zeuxine, Zootrophion, Zygopetalum, Zygosepalum, Zygostates.